# Іван Хмельницький (кобзар)
Хмельницький Іван (Хмель, Хміль) — кобзар.

## Життєпис
Точні дати народження і смерті невідомі. Прожив близько 100 років. Народився на початку XIX ст. у с. Бобрівник Зіньківського повіту, де прожив усе своє життя.
Відомий як Комишанський кобзар який викладав Зіньківську і Комишанську науки.
Мав багато учнів, серед яких вирізнялися:
- Василь Назаренко,
- Дмитро Кочерга,
- Мусій Кулик (Гордієць),
- Орест Поливський,
- Артем Курочка,
- Петро Кожевник,
- Йосип Харченко,
- Назар Чернецький,
- Іван Кравченко-Касьян.

Іван Хмельницький брав активну участь у «вустинських нарадах», які організовували О. Матушевський, Д. Мартинович і Д. Самойловський.